# Mátyus István
Kibédi Mátyus István, névváltozat: Máthyus (Kibéd, 1725. – Marosvásárhely, 1802. szeptember 6.) orvos, kémikus, balneológus, szakíró.

## Életpályája
Középiskolai tanulmányait Marosvásárhelyen végezte el a református kollégiumban. 1754-ben külföldi tanulmányútra indult. az Utrechti Egyetemen diplomázott orvosként. Göttingenben, Marburgban és Bécsben volt orvosi gyakorlaton. 1757-ben hazatért; Marosvásárhelyen telepedett le és Küküllő megye és Marossszék tisztifőorvosa volt 1800-ig. 1765. április 18-án Mária Terézia az erdélyi nemesek közé emelte.
1800. május 24-én írt végrendeletében 912 műből (1326 kötet) álló könyvtárát és nyomdáját a marosvásárhelyi református kollégiumnak hagyta. Házát, mely a tanácstól 4968 mforintra és 90 pénzre becsültetett, becsárban szintén a kollégiumra hagyta.

## Művei
- Dissertatio medica theoretico-practica de melnacholia universali et hypochondriaca. Praeside Jo. Oesterdyk Schacht. d. 18. Maii. Trajecti ad Rh., 1756.
- Positiones medicae inaug. num. LX de irritabilitate et aliis quibusdam mediciane capitibus ... ad d. 11. Junii. Uo. 1756.
- Diaetetica, az az: a jó egészség megtartásának módját fundamentomosan eléadó könyv. Kolozsvár, 1762–66. Két kötet.
- A radnai ásványvizekről (1773)
- Ó és új diaetetica az az: az életnek és egészségnek fenntartására és gyámolgatására, istentől adattatott nevezetesebb természeti eszközöknek a szerint való elészámlálása, a mint azokra reá kaptak, és eleitől fogva mind ez ideig magok károkra vagy hasznokra velek éltek az emberek, melyben hat darabokra intézve a maga elébbi diaeteticájának első darabját bővebben kimagyarázta; és sok ide tartozó régi szokásokkal s jeles történetekkel meg-világosította, s egyszersmind a természetnek szentséges helyeire is maga feleinek sok helyben a jeget megtörte; ugy hogy, ennyi részben e munka természet historiája gyanánt is szolgálhasson. Pozsony, 1787–93. Szerző rézmetszetű arczképével. Hat kötet.